# Aplatamus grouvellei
Aplatamus grouvellei es una especie de coleóptero de la familia Silvanidae.

## Distribución geográfica
Habita en México.